# Pseudonannolene brevis
Pseudonannolene brevis är en mångfotingart som beskrevs av Filippo Silvestri 1902. Pseudonannolene brevis ingår i släktet Pseudonannolene och familjen Pseudonannolenidae. Inga underarter finns listade i Catalogue of Life.